# 1261
1261(천이백육십일)은 1260보다 크고 1262보다 작은 자연수다.

## 수학
- 합성수로, 그 약수는 1, 13, 97, 1261이다. 진약수의 합은 111이므로, 1261은 부족수다.
  - 371번째 반소수다. 앞의 반소수는 1257, 다음 반소수는 1262이다.
- 13번째 십팔각수다. 앞의 십팔각수는 1068, 다음은 1470이다.
- 20번째 중심있는 육각수다. 앞의 중심있는 육각수는 1141, 다음은 1387이다.
- {\displaystyle 1261=6^{2}+35^{2}=19^{2}+30^{2}}
  - 서로 다른 두 자연수의 제곱합으로 나타낼 수 있는 수다.
- 피타고라스 삼조의 빗변의 길이이다.
  - {\displaystyle 420^{2}+1189^{2}=1261^{2}}[a]
  - {\displaystyle 539^{2}+1140^{2}=1261^{2}}[b]
- {\displaystyle 35^{3}-1}은 1261로 나누어떨어진다.

## 과학
- NGC 1261(영어판): 시계자리 방향에 있는 구상성단.
- 1261 레기아(영어판): 소행성.

## 문화유산
- 대한민국의 보물 제1261호: 천안 광덕사 노사나불괘불탱

## 기타
- 연도: 1261년, 기원전 1261년

## 같이 보기
- 1000